# Gafrarium barandae
Gafrarium barandae is een tweekleppigensoort uit de familie van de Veneridae. De wetenschappelijke naam van de soort is voor het eerst geldig gepubliceerd in 1885 door Hidalgo.